# La Chapelle-Huon
La Chapelle-Huon is een gemeente in het Franse departement Sarthe (regio Pays de la Loire) en telt 531 inwoners (2005). De plaats maakt deel uit van het arrondissement Mamers.

## Geografie
De oppervlakte van La Chapelle-Huon bedraagt 18,5 km², de bevolkingsdichtheid is 28,7 inwoners per km².
De onderstaande kaart toont de ligging van La Chapelle-Huon met de belangrijkste infrastructuur en aangrenzende gemeenten.

## Demografie
Onderstaande figuur toont het verloop van het inwonertal (bron: INSEE-tellingen).